# Concurtisella anoplus
Concurtisella anoplus är en stekelart som beskrevs av Marsh 2002. Concurtisella anoplus ingår i släktet Concurtisella och familjen bracksteklar. Inga underarter finns listade i Catalogue of Life.